# Pride 34
Pride 34: Kamikaze foi um evento de artes marciais mistas promovido pelo Pride Fighting Championships, ocorrido em 8 de abril de 2007 na Saitama Super Arena em Saitama, Japão.

## Background
Esse foi o último evento do Pride promovido pela Dream Stage Entertainment antes da venda (para a Pride Worldwide).
Apesar de Wanderlei Silva e Maurício Rua estarem negociando com o Pride para competir, não fecharam. Silva não participou devido a uma suspensão médica recebida da Comissão Atlética do Estado de Nevada. A comissão havia dito que uma doutor japonês liberou Silva para lutar, então eles iriam diminuir sua suspensão em três dias, mas isso não se concretizou.
Gilbert Yvel era originalmente esperado para enfrentar Bazigit Atajev, mas Atajev se retirou da luta devido a uma doença interna.
O "anúncio surpresa" de Nobuyuki Sakakibara no evento acabou por ser uma aparição de Kazushi Sakuraba, que havia deixado o Pride há quase um ano para se juntar a promoção rival Hero's. Kiyoshi Tamura se juntou a Sakakibara no ring e provocou uma possível confronto em um evento futuro do Pride. Sakuraba havia inicialmente expressado sua vontade de lutar com Wanderlei Silva ou Kiyoshi Tamura no card, mas no fim, a luta não se materializou. Embora Tamura tenha enfrentado Sakuraba no Dynamite!! 2008.